# Maurettes
Les Maurettes sont un massif de collines boisées, situé à l'extrémité occidentale du massif des Maures dont elles forment une sorte de prolongement. Le sommet des Maurettes, le Fenouillet, culmine à 291 m d'altitude. Le terme Maurettes ou Petites Maures fait référence au grand massif voisin.

## Géographie

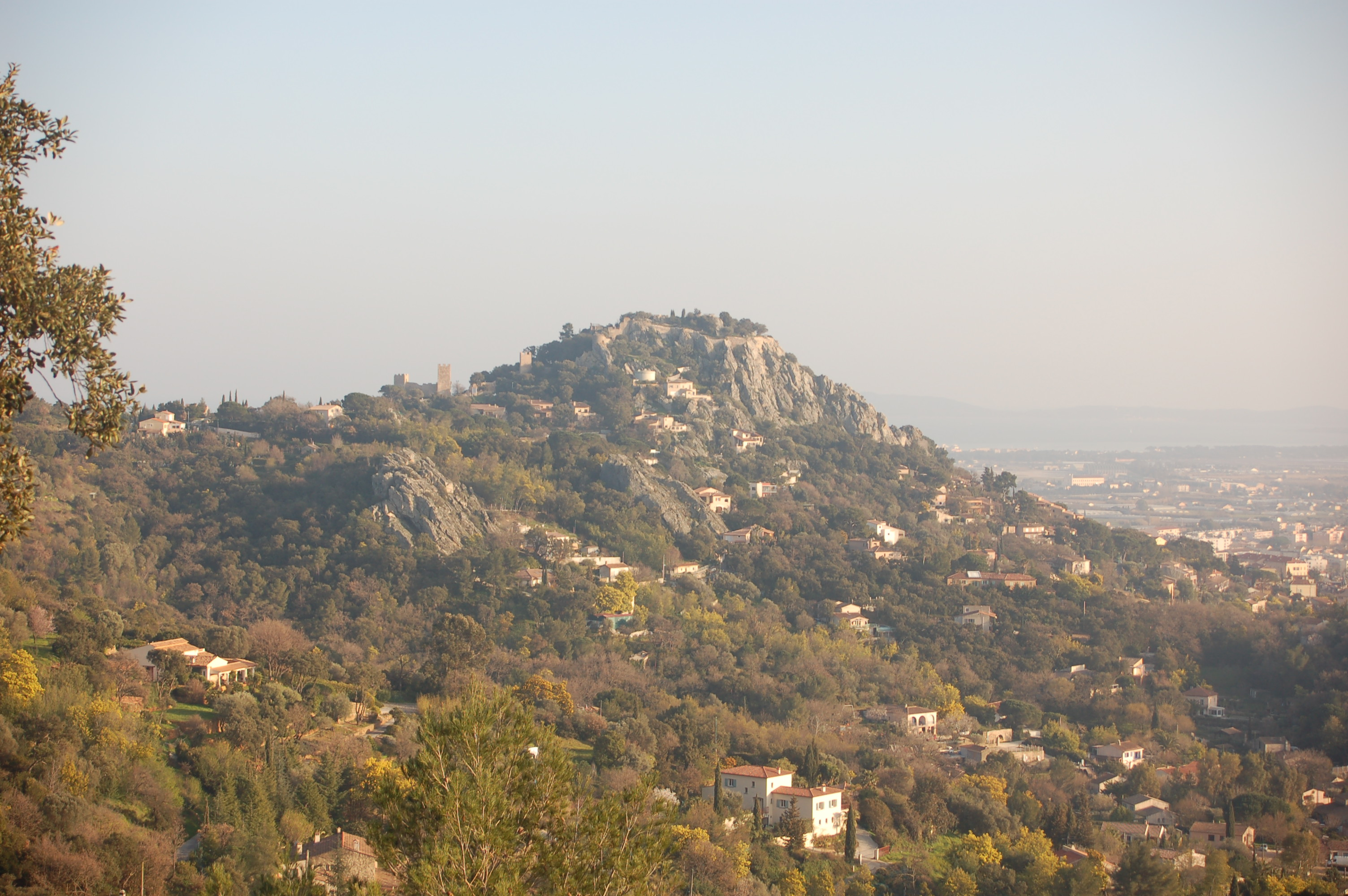
La colline du Castéou.

Le massif des Maurettes sépare les communes varoises d'Hyères et de La Crau. Il est formé de collines et de hauteurs boisées, parfois rocheuses, aux pentes raides couvertes de maquis. Ce sont des reliefs assez raides qui surplombent la plaine environnante de quelques centaines de mètres : le Fenouillet, sommet des Maurettes qui culmine à 291 m, le Paradis mesurant 190 m et enfin la colline du Castéou, surplombant la ville d’Hyères à 198 m d'altitude.
Ces forêts abritent divers sentiers. Cependant elles ont été très abîmées par les incendies de forêt. Les collines des Maurettes sont nettement séparées des Maures par la vallée du Gapeau, richement cultivée, et de la mer par l'agglomération hyéroise.

## Géologie
Les Maurettes, comme le massif voisin des Maures, sont un massif ancien de roches cristallines.

## Histoire
Les Maurettes ont constitué un refuge pour différentes sociétés et civilisations pendant des milliers d'années. Les abris-sous-roche ont été occupés au moins au Néolithique. Un village romain existait dans l'Antiquité tardive, au sommet du Fenouillet. Des communautés médiévales sont à l'origine de la fondation de la vieille ville d'Hyères (étagée sur les premières pentes méridionales des Maurettes) et de la construction du château d'Hyères. La chapelle médiévale du Fenouillet témoigne toujours de cette époque.
Dans l'époque contemporaine, les bois des Maurettes ont partiellement été exploités : pacage ovin, liège du chêne-liège, mimosas à fleurs d'hiver. Certaines pentes défrichées ont été plantées en vigne.